# کوستیلیوله دآستی
کوستیلیوله دآستی (به ایتالیایی: Costigliole d'Asti) یک کومونه در ایتالیا است که در استان آسته واقع شده‌است.

## خصوصیات
کوستیلیوله دآستی ۳۶٫۸۶ کیلومترمربع مساحت و ۵٬۹۸۱ نفر جمعیت دارد و ۲۴۲ متر بالاتر از سطح دریا واقع شده‌است.